# Upperthong
Upperthong – wieś w Anglii, w hrabstwie ceremonialnym West Yorkshire, w dystrykcie metropolitalnym Kirklees. Leży 31 km na południowy zachód od miasta Leeds i 256 km na północny zachód od Londynu. W 2005 miejscowość liczyła 1166 mieszkańców.